# Vimba
Vimba, numiți popular morunași, este un gen de pești dulcicoli sau salmastricoli de talie mijlocie din familia ciprinide răspândiți în râurile și lacurile din bazinele Mării Baltice, Mării Negre, Mării Azov, Mării Egee, Mării Marmara și Mării Caspice.

## Descrierea
Au corpul moderat alungit și relativ înalt, comprimat lateral sau necomprimat. Pe spate se observă o cărare neacoperită de solzi între ceafă și începutul înotătoarei dorsale (ca la Blicca și Abramis). Spinarea în urma înotătoarei dorsalei este comprimată lateral, formând o carenă evidentă, acoperită de solzi îndoiți la mijloc, între extremitatea înotătoarei dorsale și începutul înotătoarei caudale. Abdomenul înaintea înotătoarelor ventrale este rotunjit, iar în urma acestora comprimat lateral, formând o carenă neacoperită de solzi. Gură este inferioară, de formă semilunară, mărginită de buze subțiri, neacoperite de vreo formație cornoasă, fără mustăți. Au botul mai mult sau mai puțin alungit cu vârful adesea cărnos. 
Înotătoarea dorsală este scurtă, fără radie osoasă; ea este situată spre mijlocul corpului și înaintea inserției înotătoarei anale. Înotătoarea anală relativ lungă, începe în urma capătului posterior al înotătoarei dorsale, fără radie osoasă. Corpul este acoperit cu solzi mijlocii, 48-64 în linia laterală. Linia laterală este continuă, fără sinuozități, puțin îndoită. Dinții faringieni dispuși într-un singur rând, de obicei câte 5, comprimați lateral și încovoiați la vârf. Spinii branhiali sunt scurți și rari, 12-20 pe primul arc. Au 48-64 vertebre.

## Specii
Genul cuprinde patru specii:
- Vimba vimba în Europa Centrală și bazinele pontic, caspic și egeic
- Vimba elongata în Dunărea superioară (Austria)
- Vimba melanops (fără carenă în urma dorsalei) în afluenții nordici ai Mării Egee
- Vimba mirabilis în Turcia (în Menderesul Mare, lacul Marmara).

În România și Republica Moldova trăiește o singură specie Vimba vimba (morunașul)